# Skapce
Skapce (en allemand : Kapsch) est une commune du district de Tachov, dans la région de Plzeň, en République tchèque. Sa population s'élevait à 109 habitants en 2022.

## Géographie
Skapce se trouve à 7 km au sud de Kladruby, à 30 km au sud-est de Tachov, à 30 km à l'ouest-sud-ouest de Plzeň et à 114 km à l'ouest-sud-ouest de Prague.
La commune est limitée par Kostelec au nord et à l'est, par Honezovice et Velký Malahov au sud, et par Zhoř à l'ouest.

## Histoire
La première mention écrite de la localité date de 1115.

## Administration
La commune se compose de trois sections :
- Skapce ;
- Krtín ;
- Zálezly.

## Galerie

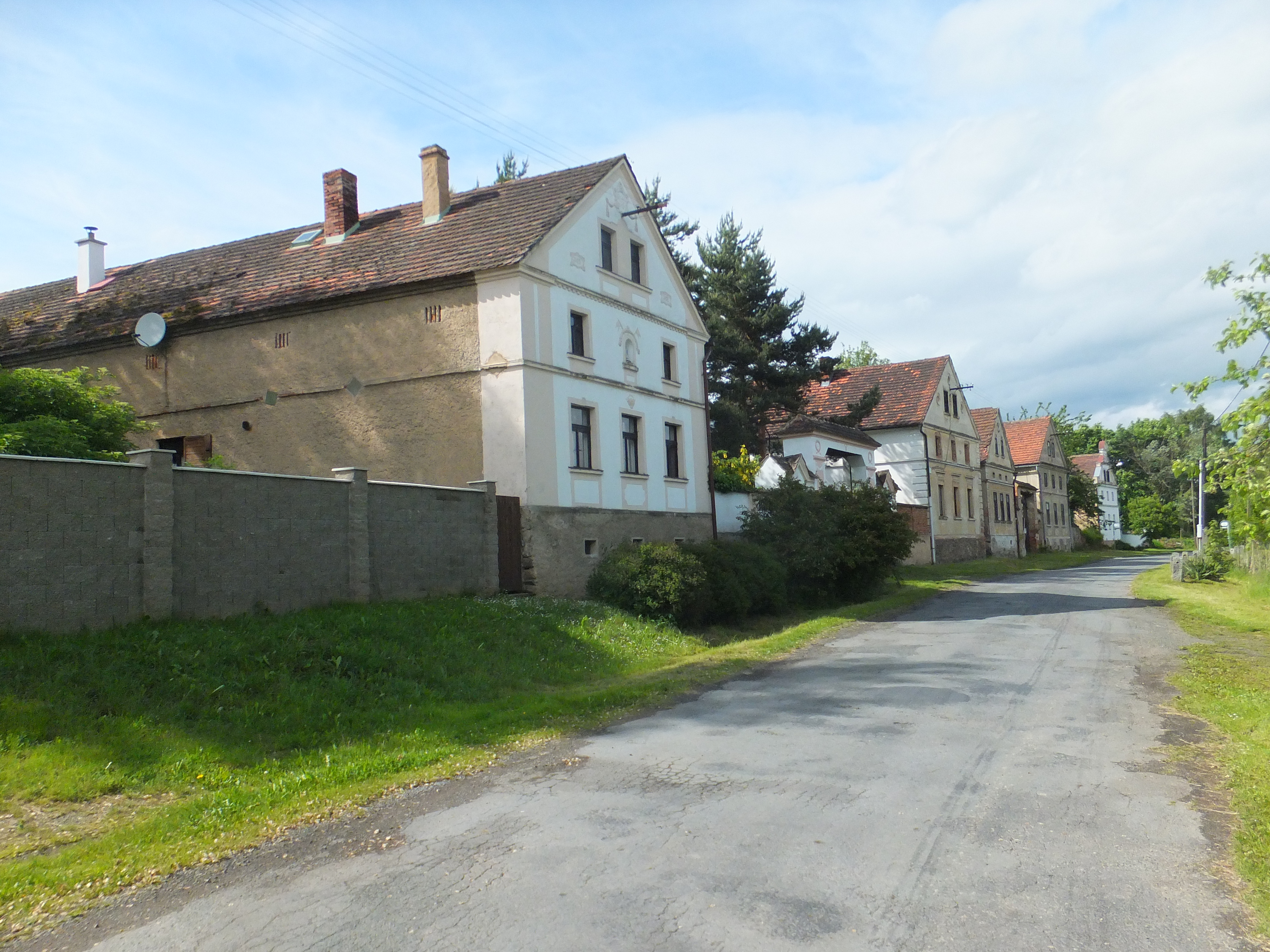
Rue de Krtín.
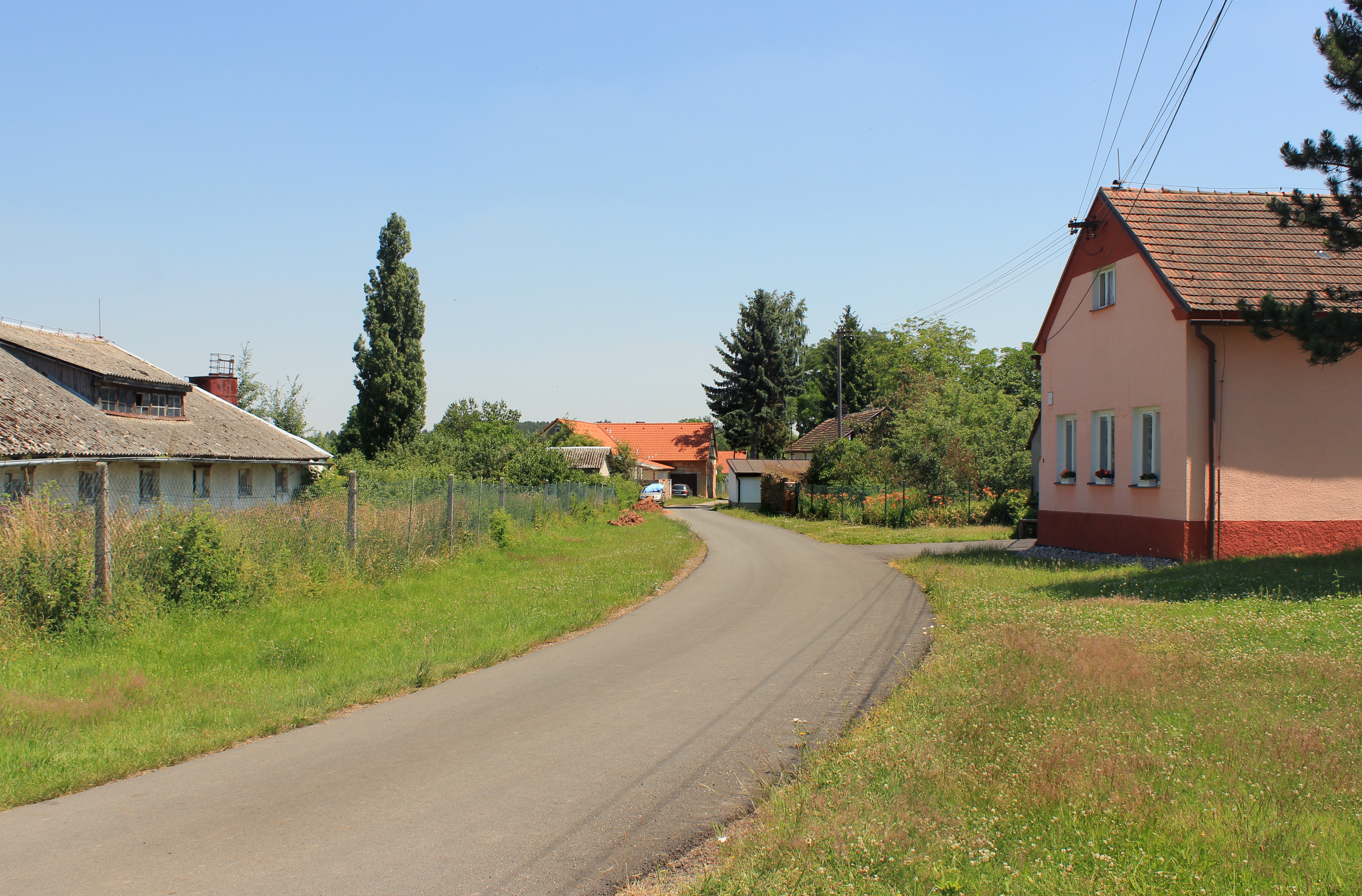
Rue à Zálezly.

## Transports
Par la route, Skapce se trouve à 13 km de Stříbro, à 37 km de Tachov, à 37 km de Plzeň  et à 133 km de Prague. 